# Lennert Van Eetvelt
Lennert Van Eetvelt (Tienen, 17 de julio de 2001) es un ciclista profesional belga que compite con el equipo Lotto Cycling Team.

## Trayectoria
En 2022 destacó en la categoría sub-23, consiguiendo una etapa del Giro de Italia Joven sub-23 y el segundo puesto de la clasificación general o un podio en la Lieja-Bastoña-Lieja, por lo que en 2023 dio el salto al profesionalismo con el Lotto Dstny.
En su primer año como profesional participó en la Vuelta a España y 2024 lo inició ganando el Trofeo Serra de Tramuntana. No fue su única victoria en el arranque de la temporada, ya que en febrero conquistó la general del UAE Tour por dos segundos con respecto a Ben O'Connor tras imponerse en la cima de Jebel Hafeet. En marzo empezó a tener molestias en la rodilla, por lo que tuvo que dejar de competir y no reapareció hasta los campeonatos nacionales. En la segunda parte de la campaña fue tercero en la Clásica de San Sebastián y acudió nuevamente a la Vuelta a España. En esta ocasión fue segundo en la cuarta etapa, donde fue superado en los últimos instantes por Primož Roglič, y tuvo que abandonar en la segunda semana por problemas pulmonares. Cerró el año llevándose una etapa y la general del Tour de Guangxi.

## Palmarés
2022
- Carrera de la Paz sub-23, más 1 etapa
- 1 etapa del Giro de Italia Joven sub-23

2023
- Alpes Isère Tour, más 2 etapas
- 1 etapa del Tour de Sibiu

2024
- Trofeo Serra de Tramuntana
- UAE Tour, más 1 etapa
- Tour de Guangxi, más 1 etapa

## Resultados

### Grandes Vueltas
| Carrera | Carrera         | 2023 | 2024 | 2025 |
| ------- | --------------- | ---- | ---- | ---- |
|         | Giro de Italia  | —    | —    | —    |
|         | Tour de Francia | —    | —    | Ab.  |
|         | Vuelta a España | 32.º | Ab.  | —    |

### Vueltas menores
| Carrera | Carrera          | 2023 | 2024 | 2025 |
| ------- | ---------------- | ---- | ---- | ---- |
|         | Volta a Cataluña | 15.º | —    | 8.º  |
|         | Tour de Romandía | —    | —    | 15.º |
|         | Vuelta a Suiza   | Ab.  | —    | —    |
|         | Tour de Polonia  | 15.º | —    |      |

### Clásicas y Campeonatos
| Carrera               | Carrera               | 2023 | 2024 | 2025 |
| --------------------- | --------------------- | ---- | ---- | ---- |
| Strade Bianche        | Strade Bianche        | —    | 11.º | 9.º  |
|                       | Tour de Flandes       | —    | —    | Ab.  |
| Flecha Valona         | Flecha Valona         | 22.º | —    | 41.º |
|                       | Lieja-Bastoña-Lieja   | —    | —    | 16.º |
| Clásica San Sebastián | Clásica San Sebastián | —    | 3.º  |      |
|                       | Giro de Lombardía     | Ab.  | 7.º  |      |
| Bélgica en Ruta       | Bélgica en Ruta       | 36.º | 7.º  | Ab.  |
| Bélgica Contrarreloj  | Bélgica Contrarreloj  | —    | 8.º  | —    |

―: no participa
Ab.: abandono

## Equipos
- Lotto (2023-)
  - Lotto Dstny (2023-2024)
  - Lotto Cycling Team (2025-)